# Chiannia vehemens
Chiannia vehemens är en fjärilsart som beskrevs av Louis Beethoven Prout 1926. Chiannia vehemens ingår i släktet Chiannia och familjen mätare. Inga underarter finns listade i Catalogue of Life.